# Joachim Fest
Pour les articles homonymes, voir Fest.
 (octobre 2012).
Si vous disposez d'ouvrages ou d'articles de référence ou si vous connaissez des sites web de qualité traitant du thème abordé ici, merci de compléter l'article en donnant les références utiles à sa vérifiabilité et en les liant à la section « Notes et références ».
Œuvres principales
Les derniers jours d'Hitler (2002)

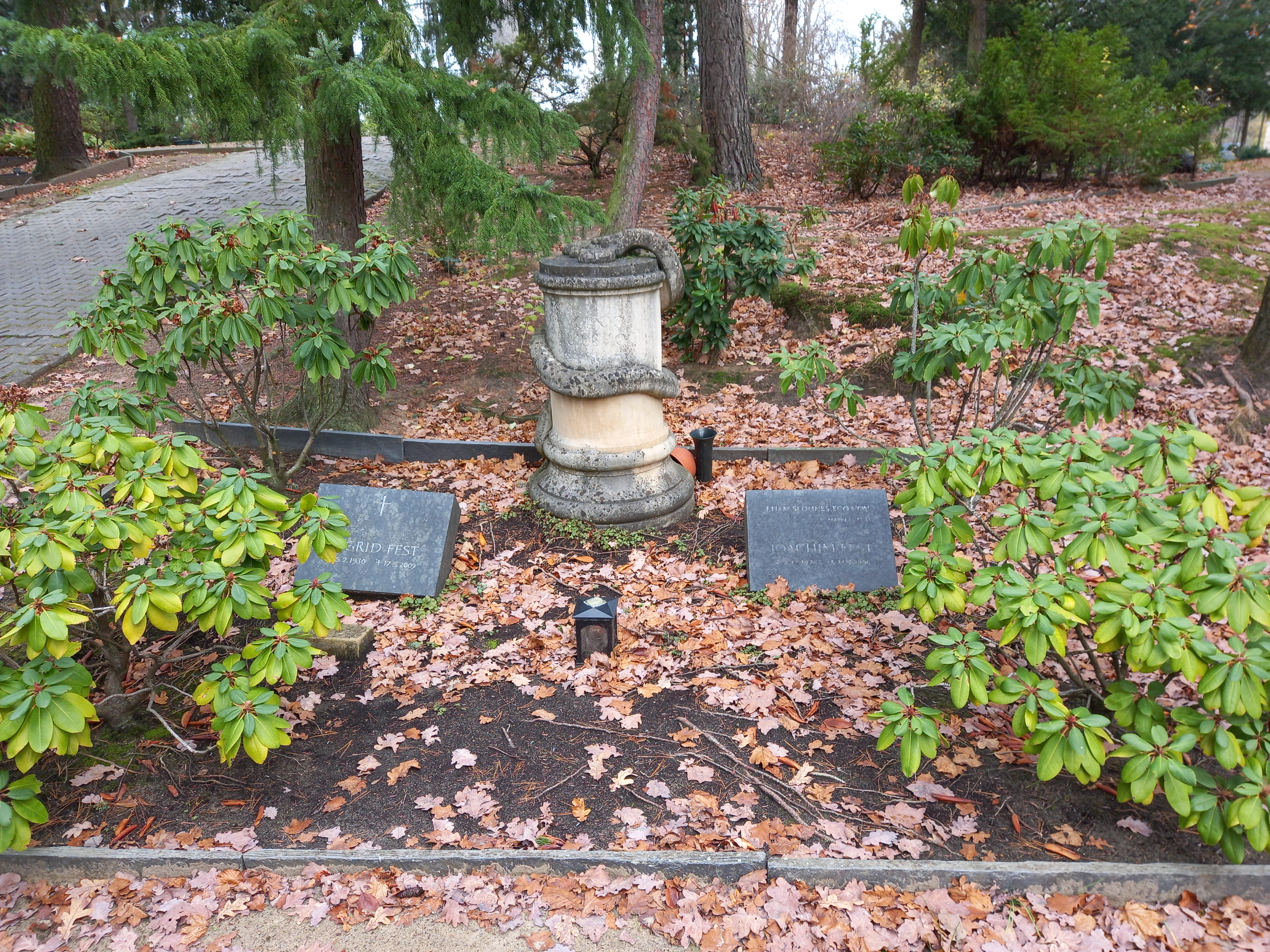
Vue de la sépulture

Joachim Fest, né le 8 décembre 1926 à Berlin-Karlshorst et mort le 11 septembre 2006 à Kronberg im Taunus, est un historien, éditeur, écrivain et journaliste allemand.
Spécialiste du Troisième Reich, il publie en 1973 une biographie d'Adolf Hitler intitulée le Führer, traduite en plus de vingt langues.

## Biographie
Joachim Fest est issu d'une famille de la bourgeoisie catholique et conservatrice allemande qui ne s'est pas compromise avec le régime des nazis. Il lui rend hommage dans son autobiographie posthume Ich nicht (Pas moi).
En décembre 1944, à l'âge de 18 ans, il s'engage dans l'armée allemande pour éviter d'être incorporé dans les Waffen SS. Il est rapidement fait prisonnier de guerre en France.
Joachim Fest étudie le droit, l'histoire et la littérature allemande. En 1963, il devient rédacteur en chef de la chaîne NDR et publie un ouvrage sur les protagonistes du régime nazi, Les Maîtres du IIIe Reich - Figures d'un régime totalitaire.
De 1973 à 1993, il est chroniqueur au Frankfurter Allgemeine Zeitung. En 1973, il publie Le Führer, qui provoque de vives polémiques parmi les historiens[pourquoi ?]. Il poursuit son exploration du Troisième Reich en écrivant notamment Le coup d'État. Le long chemin vers le 20 juillet en 1994 et Speer, biographie du ministre de l'armement et de l'architecte particulier d'Hitler, en 1999.
Membre du directoire du journal conservateur Frankfurter Allgemeine Zeitung, figure du milieu intellectuel allemand, il s'opposait souvent à la gauche allemande qu'il jugeait moralisatrice refusant la diabolisation comme outil de culpabilisation. Il paraissait être l'antithèse du romancier Günter Grass.
En 2002, son ouvrage Les Derniers Jours d'Hitler devient rapidement un best-seller. Il y décrit le chapitre ultime de la guerre, la bataille de Berlin et le suicide d'Hitler dans le bunker de la Chancellerie. Ce livre inspire par la suite le film La Chute, sorti en 2004.

## Œuvres traduites en français
- Hitler. Tome 1 : Jeunesse et conquête du pouvoir (1889-1933), Paris, Gallimard, 1973.
- Hitler. Tome 2 : Le Führer (1933-1945), Paris, Gallimard, 1973.
- Albert Speer, Paris, Perrin, 2001, 370 p.
- Joachim Fest (trad. de l'allemand par Frank Straschitz), Les derniers jours de Hitler, Paris, Perrin, 2004, 206 p. (ISBN 978-2-262-02329-4 et 2262023298).
- Joachim Fest (trad. de l'allemand par Raymond Voyat), Pas moi ! : souvenirs d'une jeunesse allemande antinazie, Monaco Paris, Éd. du Rocher, 2007, 395 p. (ISBN 978-2-268-06294-5).
- Les maîtres du Troisième Reich, Paris, Grasset, 2008, 489 p. (réédition ; publié en 1963 en Allemagne ; en 1965 en France chez Grasset)
- Joachim Fest (trad. de l'allemand par Olivier Mannoni), La résistance allemande à Hitler, Paris, Perrin, 2013 (1re éd. 2009), 503 p. (ISBN 978-2-262-04179-3 et 2262041792)